# Graemsay
Ne doit pas être confondu avec Grimsay ou Grímsey.
Graemsay est une île du Royaume-Uni située à l'approche occidentale de Scapa Flow, dans l'archipel des Orcades en Écosse.

## Géographie et géologie
Graemsay se trouve entre Hoy et Stromness dans le Mainland, séparé de Mainland par Clestrain Sound (en).  L'île est principalement agricole de type
croft
La géologie de l'île est composée des vieux grès rouges de la période dévonienne, avec deux failles volcaniques. Sur la côte nord, on trouve du schiste granitique, une grande rareté dans les Orcades. 
Graemsay est entouré par un fort courant de marée, connu localement sous le nom de roost. Le service Orkney Ferries  relie des îles.

## Faune
On y trouve l'huîtrier pie, le pluvier grand-gravelot, le chevalier gambette et le courlis cendré.

## Histoire
Comme beaucoup d'autres îles des Orcades, il y a une connexion avec le Christianisme celtique. On y trouve les vestiges de deux premières églisées dédiées à St Bride et à St Colomba, tous deux d'origine irlandaise.

## Phare
L'île possède deux phares, construits en 1851 par Alan Stevenson.